# Габискирия, Гурам Николаевич
Гурам Николаевич Габискирия (груз. გურამ ნიკოლოზის ძე გაბესკირია; 2 марта 1947 года, Сухуми, Грузинская ССР — 27 сентября 1993 года, Сухуми, Абхазия) — советский грузинский футболист, футбольный судья и государственный деятель, глава администрации Сухуми (1992—1993).

## Биография
Родился 2 марта 1947 года в Сухуми.
В конце 1960-х годов играл за сухумский футбольный клуб «Динамо», затем в разных командах в Ставрополе, Минске, Кисловодске и в СКА (Тбилиси). С 1972 года — судья республиканской категории, с 1988 года — всесоюзной. Обслуживал матчи первой лиги чемпионата СССР в качестве главного судьи, и матчи высшей лиги — на позиции лайнсмена.
После того, как по политическим причинам в 1989 году все грузинские команды, кроме «Динамо» (Сухуми), покинули чемпионат СССР, участвовал в создании футбольного клуба «Цхуми», игравшего в чемпионате Грузии.
В 1990 году баллотировался в парламент Абхазской АССР, но снял свою кандидатуру в пользу Тамаза Надарейшвили. В 1992—1993 годах являлся главой администрации Сухуми. В ходе грузино-абхазской войны выступал на стороне прогрузинского Совета министров Абхазии.

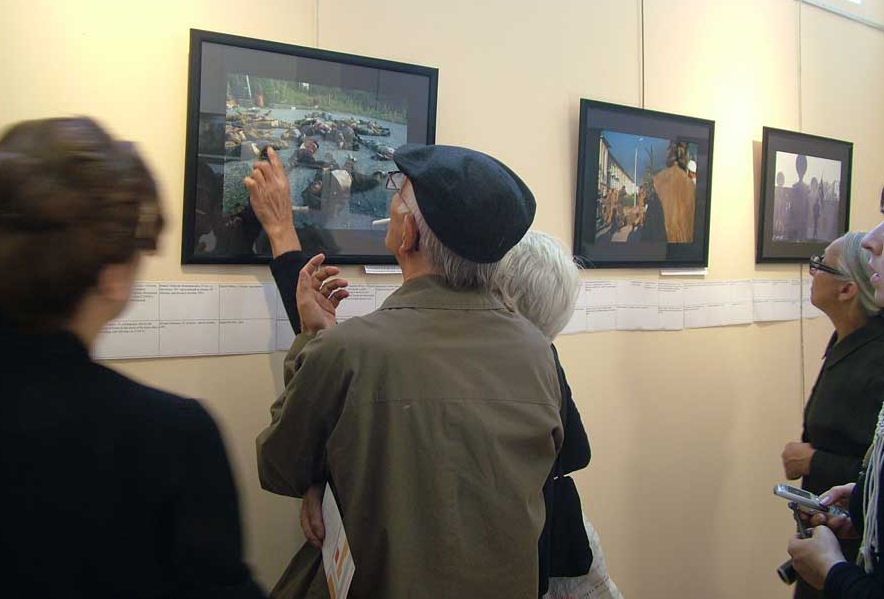
Галерея Малькольма Линтона в Тбилиси, где тело Габискирии было идентифицировано среди груды трупов на фотографии.

27 сентября 1993 года после взятия Сухуми абхазскими силами был захвачен в здании правительства Абхазии. Вместе с другими членами Совета министров был расстрелян абхазскими силами по дороге из Сухуми в Гудауту. В 2005 году тело Габискирия было опознано его сыном по фотографии.
27 сентября 2017 года президент Грузии Георгий Маргвелашвили посмертно наградил Габискирия орденом Национального героя. В октябре 2017 года его останки перезахоронены в Тбилиси с воинскими почестями.